# Oberscharführer

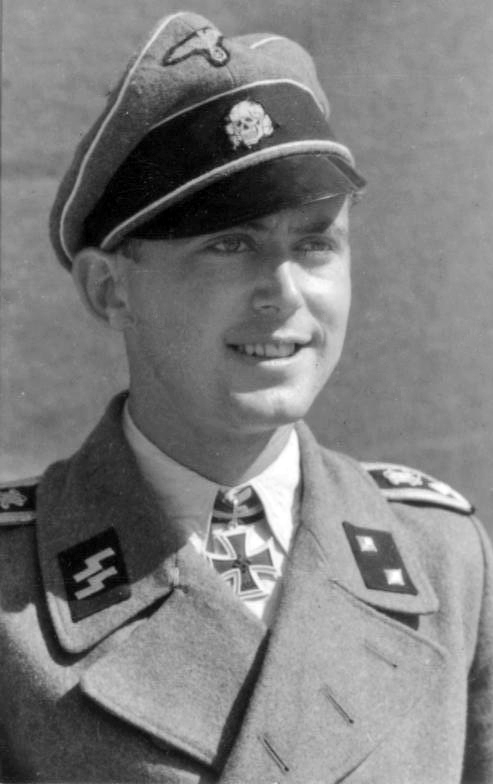
Oberscharführer al Waffen-SS (Kurt Sametreiter)

Oberscharführer a fost un grad în organizațiile paramilitare SS și SA ale Partidului Nazist care a existat între anii 1932 și 1945. Tradus ca „șef de echipă superior”, Oberscharführer a fost folosit pentru prima dată ca grad în cadrul Sturmabteilung (SA) și a fost creat datorită extinderii sistemului de grade cerute de creșterea numărului de membri ai SA la sfârșitul anilor 1920 și începutul anilor 1930. Gradul de Oberscharführer din cadrul SA era superior celui de Scharführer și inferior celui de Truppführer.
Încă de la început gradele din Schutzstaffel (SS) au fost identice cu gradele din SA. Oberscharführer a fost creat ca un grad SS în același timp în care gradul a fost creat în cadrul SA. Inițial, gradul de SS-Oberscharführer era egal cu gradul omolog din SA; cu toate acestea, acest lucru s-a schimbat în 1934 în urma Nopții cuțitelor lungi.
La acel moment, sistemul de grade SS a fost reorganizat și au fost înființate noi grade, apărând discontinuități față de sistemul de grade din cadrul SA. Gradul de SS-Oberscharführer a crescut în importanță, prin urmare, și a devenit egal cu un SA-Truppführer. Însemnele de grad din SS au fost schimbate, devenind două romburi argintii în contrast cu însemnele SA pentru Oberscharführer care era un singur romb cu o dungă argintie.
În cadrul SA, un Oberscharführer era de obicei un șef de echipă, răspunzând în fața unui ofițer comandant de pluton. Responsabilitățile variau pe o gamă mai largă în cadrul SS, în special între un Oberscharführer din Allgemeine SS (SS general) și unul care deținea aceeași poziție în Waffen-SS (SS înarmat).
După 1938, când SS-ul a adoptat uniformele de teren gri ca ținută standard, SS-Oberscharführer avea pe umăr epoleți de Feldwebel din Wehrmacht. Gradul de SS-Oberscharführer era inferior celui de SS-Hauptscharführer.

## Însemne de grad

Epolet SS-Oberscharführer (SS-Standartenjunker)
Însemne de guler
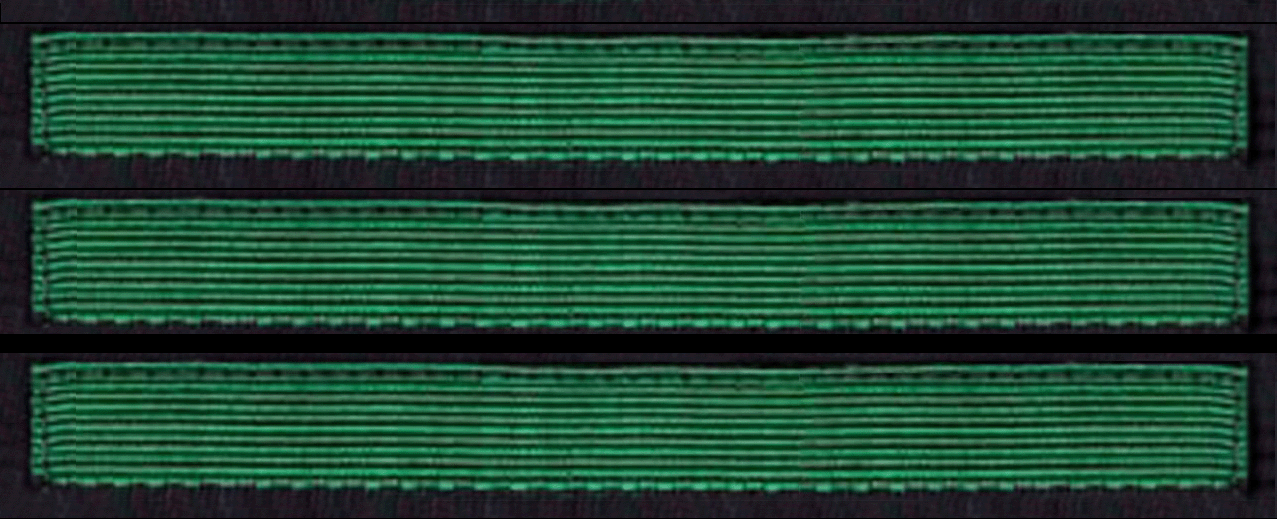
Camuflaj militar